# Piero Vidale
Piero Vidale (Ghemme, Novara, 21 december 1902 – Milaan, 7 maart 1976) was een Italiaans componist, dirigent en muziek-uitgever. Voor bepaalde werken gebruikte hij de pseudoniemen: José Cantico, Sergio Dani en Sergio Dany.

## Levensloop
Vidale studeerde cello aan het conservatorium, maar hij kwam al in jonge jaren met de blaasmuziek in contact en schreef later ook composities voor dit medium. In Milaan stichtte hij een muziekuitgave Edizioni Musicali Vidale, die zich voornamelijk met uitgaven voor grote (symfonische) blaasorkesten en marsmuziek gespecialiseerd heeft. Zijn compositorisch oeuvre omvat meer dan 200 werken.
Als dirigent was hij voor verschillende harmonieorkesten (Banda) bezig, zo onder andere ook van 1930 tot 1945 voor de La Banda musicale di Romagnano Sesia. 

## Composities

### Werken voor harmonieorkest
- 1930 Susan, Foxtrot
- 1931 Volevo dirvi... - Molto bene
- 1956 Tramonto in blu, Sinfonia originale
- 1957 Invocazione, impressione sinfonica
- 1957 Sogno di Pierrot, vier impressies en fantasie
- 1976 Nord e Sud, Gran marcia sinfonica
- Appuntamento con Suppè, Sinfonia originale
- Bel Paese, Marcia allegra
- Cinesina, Marcia caratteristica Cinese
- Civitavecchia, Marcia sinfonica
- Colorado
- Concettina, Marcia brillante
- Festa dei fiori, Marcia sinfonica
- Follie 50, Fantasia ritmica
- In vacanza, Marcia brillante
- L'Isola della Felicità, Fantasia originale
- La Carrera, Marcia caratteristica
- Melodie in vacanza, Fantasia ritmica moderna
- Nicoletta
- Ottocentesca, Sinfonia originale per Banda
- Parade Fox, Fantasia Ritmica
- Rapsodia moderna, Sinfonia Originale
- Stoccolma, Gran marcia
- Valzer Blu, wals